# Josefin Asplund
Maria Josefin Asplund (Stockholm, 15 oktober 1991) is een Zweedse actrice. Zij volgde drama- en kunstlessen aan het Södra Latins gymnasium, en nam les aan de theaterschool van Calle Flygare. Daarnaast startte zij met een opleiding sociaal werk.

## Filmografie

### Films
- The Girl with the Dragon Tattoo (2011), in de rol van Pernilla Blomkvist.
- Call Girl (2012)
- Piska en matta (2013)
- Cirkeln (2015), in de rol van Rebecka.
- Stödgruppen (2016)

### Televisie
- Arne Dahl: Efterskalv (2015)
- Sept nains et moi (2016)
- Vikings (2016-2018), in de rol van Astrid.[5]
- Conspiracy of Silence (2018), in de rol van Johanna Månsson.
- Sanctuary (2019)
- Top Dog (2020)